# Laï
Laï is een stad in Tsjaad en is de hoofdplaats van de regio Tandjilé.
Laï telt naar schatting 21.000 inwoners.
Sinds 1998 is de stad de zetel van het rooms-katholieke bisdom Lai.